# Timótea
A Timótea a latin Timotheus (magyarul Timót) férfinév női párja.

## Gyakorisága
Az 1990-es években szórványos név, a 2000-es években nem szerepel a 100 leggyakoribb női név között.

## Névnapok
- augusztus 22.[2]